# Catherine, Prinsesse af Wales
Catherine, Prinsesse af Wales  (født Catherine Elizabeth Middleton, også kendt som Kate Middleton, 9. januar 1982 i Berkshire i England) er en britisk hertuginde, grevinde og baronesse, der er gift med William, Prins af Wales.

## Ægteskab og familie

### Forlovelse og ægteskab
Den 16. november 2010 oplyste Buckingham Palace, at Middleton og prins William skulle giftes i 2011, og den 23. november blev det fastslået, at brylluppet afholdes den 29. april 2011.
Den 29. april 2011 blev Catherine Middleton gift med sin forlovede Prins William, søn af Prinsesse Diana og Prins Charles.
Brylluppet blev afholdt i Westminster Abbey om formiddagen, engelsk tid.

### Børn
Prins William og hertuginde Catherine fik deres første barn Prins George af Cambridge den 22. juli 2013. Denne søn er nummer tre i arvefølgen til tronerne i Storbritanniens og de øvrige statssamfundslande.
Deres andet barn, prinsesse Charlotte af Cambridge, blev født 2. maj 2015.
Hertuginde Kate nedkom med deres tredje barn Prins Louis af Cambridge, den 23. april 2018 kl. 11.01.

### Sundhed
22. marts 2024 fortalte prinsessen i en video på sociale medier, at der i forbindelse med en maveoperation, hun gennemgik tidligere på året er fundet kræftceller, og at hun er påbegyndt kemoterapi.

## Titler og prædikater
Catherine er født borgerlig, men ved brylluppet fik Catherine titlerne hertuginde af Cambridge, grevinde af Strathearn og baronesse Carrickfergus.
Catherine har fået sine adelige titler, fordi hun giftede sig med Prins William af Wales. Da Williams far blev konge, 8. september 2022, ved Dronning Elizabeths bortgang fik William titlen af prins af Wales og Kate titlen prinsesse af Wales.
Da Catherine indgik ægteskab i 2011 var det ventet, at hendes ældste søn ville blive født som prins.
I januar 2013 besluttede dronning Elizabeth, at alle børn af William og Catherine skal være prinser og prinsesser, og de kan tiltales som Kongelige Højheder.

### Titler
Catherines titler:
- januar 1982 – 29. april 2011: Frøken Catherine Elizabeth Middleton (alternativt: frøken Kate Middleton).
- 29. april 2011 – 8. september 2022: Hendes Kongelige Højhed Hertuginden af Cambridge
  - I Skotland : 29. april 2011 – 8. september 2022: Hendes Kongelige Højhed , Grevinden af Strathearn
- 8. september 2022 – 9. september 2022: Hendes Kongelige Højhed Hertuginden af Cornwall og Cambridge
  - I Skotland: 8. september 2022 – nu: Hendes Kongelige Højhed Hertuginden af Rothesay; også Grevinden af Carrick og Strathearn, og Baronessen af Renfrew
- 9. september 2022 - nu: Hendes Kongelige Højhed Prinsesse af Wales (også Hertuginden af Cornwall og Cambridge, og Grevinden af Chester)